# أرجمون أرمني

أرجمون أرمني أو خشخاش شائك أرمني (الاسم العلمي:Argemone armeniaca) هو نوع غير مؤكد من النباتات يتبع جنس الأرجمون من الفصيلة الخشخاشية.